# Škocjan (gmina Koper)
Škocjan – wieś w Słowenii, w gminie miejskiej Koper. 1 stycznia 2018 liczyła 587 mieszkańców.